# ديزي إيغن
ديزي إيغن (بالإنجليزية: Daisy Eagan)‏ هي ممثلة أمريكية، ولدت في 4 نوفمبر 1979 في بروكلين في الولايات المتحدة.

## وصلات خارجية
- ديزي إيغن على موقع IMDb (الإنجليزية)
- ديزي إيغن على موقع ميوزك برينز (الإنجليزية)
- ديزي إيغن على موقع قاعدة بيانات برودواي على الإنترنت (الإنجليزية)
- ديزي إيغن على موقع قاعدة بيانات الفيلم (الإنجليزية)